# Ellipteroides (Progonomyia) nigroluteus
Ellipteroides (Progonomyia) nigroluteus is een tweevleugelige uit de familie steltmuggen (Limoniidae). De soort komt voor in het Neotropisch gebied.